# لته سوندسن
لُته سِـوِندسِـن (دانمارکی: Lotte Svendsen؛ زادهٔ ۱ سپتامبر ۱۹۶۸) کارگردان فیلم و فیلم‌نامه‌نویس اهل دانمارک است.
از فیلم‌هایی که وی در آن‌ها نقش داشته‌است، می‌توان به کافه هکتور اشاره نمود.